# Daan van Doorn
Daan van Doorn (Rhoon, 1958) is een Nederlandse kunstenaar, gespecialiseerd in portretten en stillevens. Hij portretteerde o.a. koningin Beatrix en Philip Glass. Twee van zijn portretten waren onderdeel van de BP Portrait Awards in de National Gallery. Hij woont en werkt in Middelburg.

## Biografie
Daan van Doorn is geboren in Rhoon in 1958 en is een Nederlandse kunstenaar. Hij schildert met name portretten en bloemstillevens in olieverf, zowel in een realistische als in een meer expressieve stijl. Van Doorn schildert op panelen, doek en papier. Voor zijn expressieve werken verdunt hij olieverf zeer sterk met terpentijn, zodat de kleuren uitvloeien over het doek. De portretten van Van Doorn kenmerken zich door transparante kleurvlakken. Daan van Doorn wordt geïnspireerd door de natuur op het eiland Walcheren en het Zeeuwse licht, dat ook geprezen werd door schilders Piet Mondriaan en Jan Toorop.
Daan van Doorn zou de opvolger worden van zijn vader in het familiebedrijf Van Doorn Bakkerijen. Dit bedrijf stamde uit 1919 en maakte koekjes als speculaas en krakelingen. Van Doorn koos echter voor het vak van schilder. Hij volgde een opleiding aan de Willem de Kooning Academie, die hij niet afmaakte. Van Doorn begon na een korte loopbaan als reclametekenaar portretten te schilderen en portretteerde in opdracht diverse leden van het Nederlandse parlement en ook leden van de koninklijke familie. Hij exposeerde onder andere in het Stedelijk Museum in Amsterdam, tweemaal in de National Portrait Gallery in Londen en in het Sharjah Art Museum in Dubai.
Samen met zijn vrouw Ineke Schoonheyt woont en werkt hij in Middelburg, in een monumentale boerderij op het landgoed van het 13e-eeuwse kasteel Ter Hooge. In hun landschapstuin kweken ze zeldzame tulpen voor het maken van de bloemschilderijen. De grote botanische schilderijen van Van Doorn zijn geïnspireerd door de Nederlandse bloemstillevens uit de 17e eeuw, met name door de bloemschilders die woonden en werkten in Middelburg in de Gouden Eeuw.

## Portretten[2]
Daan van Doorn portretteerde musici als:
- Courtney Pine
- Philip Glass
- Joshua Redman
- Kurt Elling
- Candy Dulfer
- Ravi Coltraine
- John Scofield
- Herman Brood
- Reinbert de Leeuw
- Huub van der Lubbe
- Willy DeVille

Ook maakte hij portretten van politici en leden van het Koninklijk Huis:
- Jan Peter Balkenende
- Prins Bernhard
- Prinses Beatrix

Hij schilderde in opdracht van diverse theaters cabaretiers:
- Freek de Jonge
- Kees van Kooten
- Youp van 't Hek
- Hans Sibbel
- Paul van Vliet
- Claudia de Breij

En maakte ook portretten van o.a. Gerard Reve, Gerlach Cerfontaine, Pieter Bouw en de barbiers van Schorem.

## Tentoonstellingen
Daan van Doorn exposeerde o.a. in
- het Stedelijk Museum in Amsterdam (1993)
- The Sharjah Art Museum in Dubai en The Cultural Foundation in Abu Dhabi (2002)
- Royal society of portrait painters , London
- Daan van Doorn was onderdeel van de tentoonstelling ‘Portrettisten Nu’ in 2010 in Museum De Fundatie / ’t Nijenhuis in Zwolle.
- Voor de Nationale Schrijversgalerij van het Literatuurmuseum in Den Haag maakte hij een portret van Geert Mak (2010).
- In 2013 en in 2014 werden zijn portretten verkozen door de jury van de BP Portrait Awards in The National Portrait Gallery.[3]
- In 2018 waren zijn portretten van koningin Máxima en Philip Glass te zien in de tentoonstelling RAAK van het Marie Tak van Poortvliet Museum in Domburg.[4]
- 2020 Museu Europeu d'Art Modern in Barcelona .